# Pico das Abóboras
Pico das Abóboras é uma elevação montanhosa de 1453 m de altutude, localizada no sítio do mesmo nome da freguesia da Camacha, na Ilha da Madeira.